# Victoria Kent

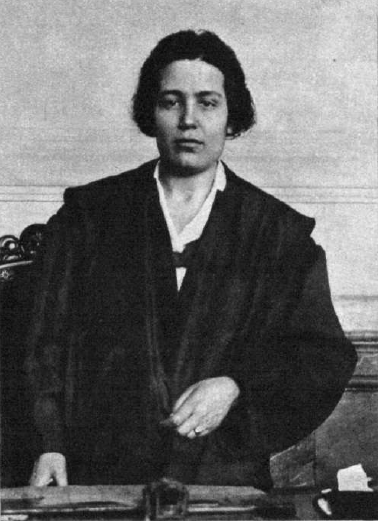
Victoria Kent

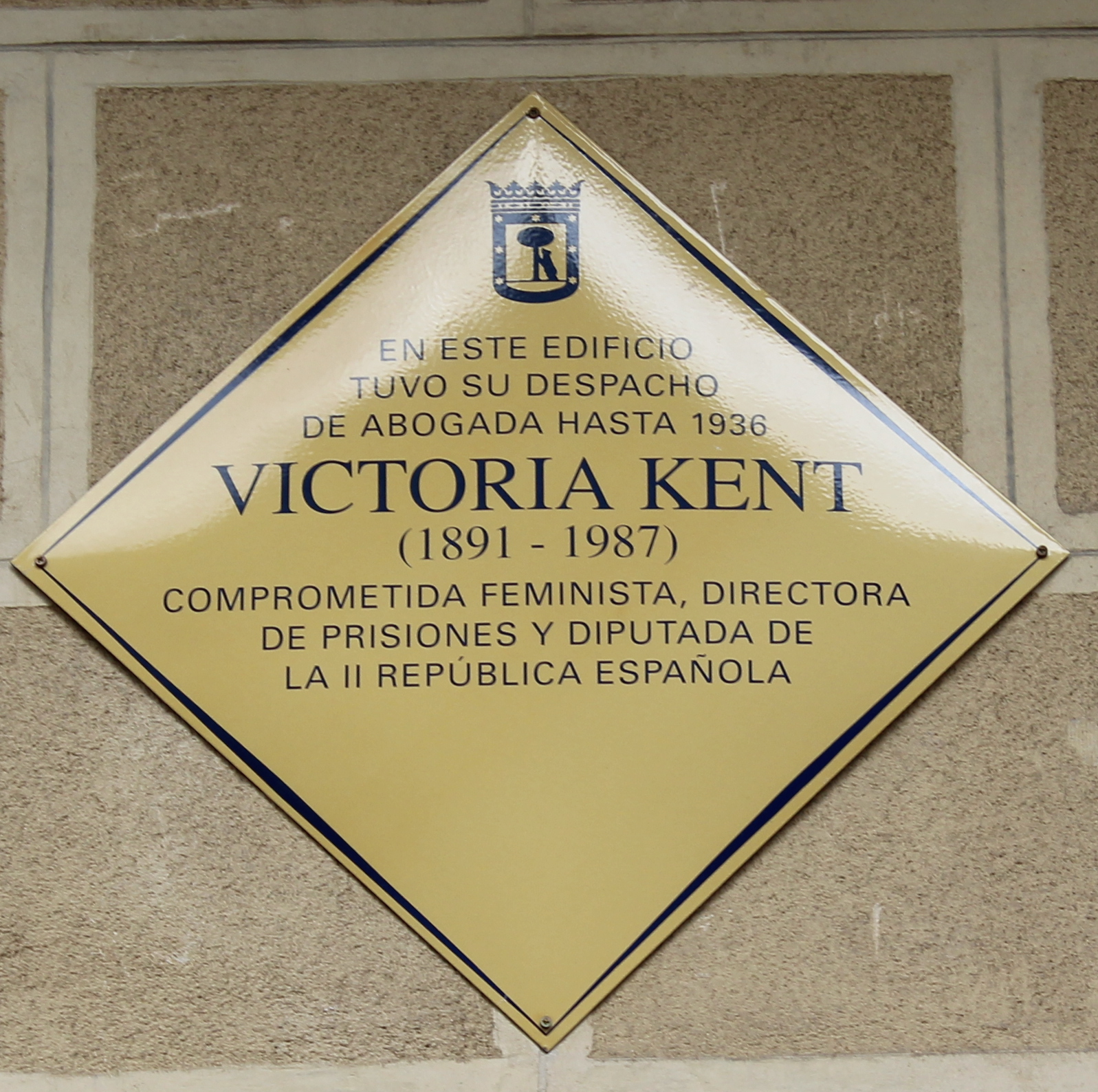
Erinnerungstafel in Madrid (2017)

Victoria Kent Siano (geboren 6. März 1891 in Málaga; gestorben 25. September 1987 in New York City) war eine spanische Juristin in der Spanischen Republik und während der Franco-Diktatur zwischen 1936 und 1977 Exilpolitikerin.

## Leben
Victoria Kent Sianos Eltern waren der Schuhhändler José Kent Román und die Hausfrau María Siano González. Über ihr Geburtsjahr gibt es verschiedene Angaben. Kent besuchte 1906 eine Mädchenschule in Málaga. Ab 1920 studierte sie Jura an der Universität Madrid und machte 1924 das Examen. Sie war aktiv im Verband der Studentinnen Spaniens und besuchte 1921 einen internationalen Studentinnenkongress in Prag. Kent wurde Mitglied in der Asociación Nacional de Mujeres Españolas ANME (Internationaler Verband spanischer Frauen) in Madrid.
Nach einer weiteren juristischen Ausbildung wurde Kent die erste Frau, die in die Anwaltskammer Málagas aufgenommen wurde. Sie eröffnete eine Rechtsanwaltspraxis und behandelte Arbeitsrechtsfälle. Sie beriet eine Eisenbahnergewerkschaft und eine Gewerkschaft von Seeleuten. 1927 nahm sie an einem Gewerkschaftskongress teil. 
Im Jahr 1930 verteidigte sie den Politiker Álvaro de Albornoz vor einem Militärgericht. 1931 wurde sie Mitglied der Real Academia de Jurisprudencia y Legislación (Königliche Akademie für Jurisprudenz und Gesetzgebung), eine Körperschaft, die eine besondere Stellung im spanischen Rechtssystem hat. 1933 wurde sie in die Association Internationale de Droit Pénal AIDP (Internationaler Verband für Strafrecht) in Genf aufgenommen.
Kent wurde 1931 als Abgeordnete der Partido Republicano Radical Socialista (PRRS) in die verfassunggebende Versammlung der provisorischen Republik gewählt. Damit war sie neben ihrer Parteigenossin Margarita Nelken und Clara Campoamor vom Partido Republicano Radical eine der ersten drei Frauen im spanischen Parlament. 1931 wurde sie vom ersten Präsidenten der Zweiten Republik Niceto Alcalá-Zamora zur Generaldirektorin der spanischen Gefängnisverwaltung ernannt. In dieser Eigenschaft setzte sie sich für eine Reform des Gefängniswesens und die Resozialisierung von Häftlingen ein, was schließlich zu ihrer Entlassung beitrug.
Kent führte im Parlament mit Clara Campoamor eine scharfe Auseinandersetzung um die Einführung des Frauenwahlrechts. Nach Kents Ansicht standen die Frauen in Spanien in der Tradition des Patriarchats und unter dem Einfluss der katholischen Kirche und seien zu einer freien Wahlentscheidung noch nicht in der Lage. Campoamor hingegen wollte das gleiche Wahlrecht sofort, und so wurde es auch in der Verfassung der Spanischen Republik verankert.
Angeblich verlor Kent wegen dieser Auseinandersetzung Sympathien in der Öffentlichkeit und wurde 1933 nicht wiedergewählt, allerdings hatte ihre Partei ohnehin 49 der 54 zuvor gewonnenen Sitze verloren, unter anderem wegen Parteiabspaltungen. 1936 kandidierte sie auf der Liste der Partei Izquierda Republicana (Republikanische Linke, IR) von Manuel Azaña im Rahmen der Frente Popular für das Parlament der Spanischen Republik und wurde gewählt. 
Nach Ausbruch des Bürgerkriegs ging Kent 1937 nach Paris. Sie wurde an der Botschaft der Spanischen Republik angestellt und arbeitete in der Kinderbetreuung der spanischen Flüchtlinge.
Nach der deutschen Eroberung Frankreichs 1940 blieb sie im Land, zunächst im Schutz der mexikanischen Botschaft. Ihr Name erschien auf einer schwarzen Liste des Vichy-Regimes. Sie überlebte die Verfolgung unter einer falschen Identität mit Hilfe des Roten Kreuzes. In dieser Zeit schrieb sie unter dem Pseudonym Madame Duval den autobiographischen Roman Cuatro años en París, das Buch erschien 1948 in Buenos Aires, in Spanien 1978. 

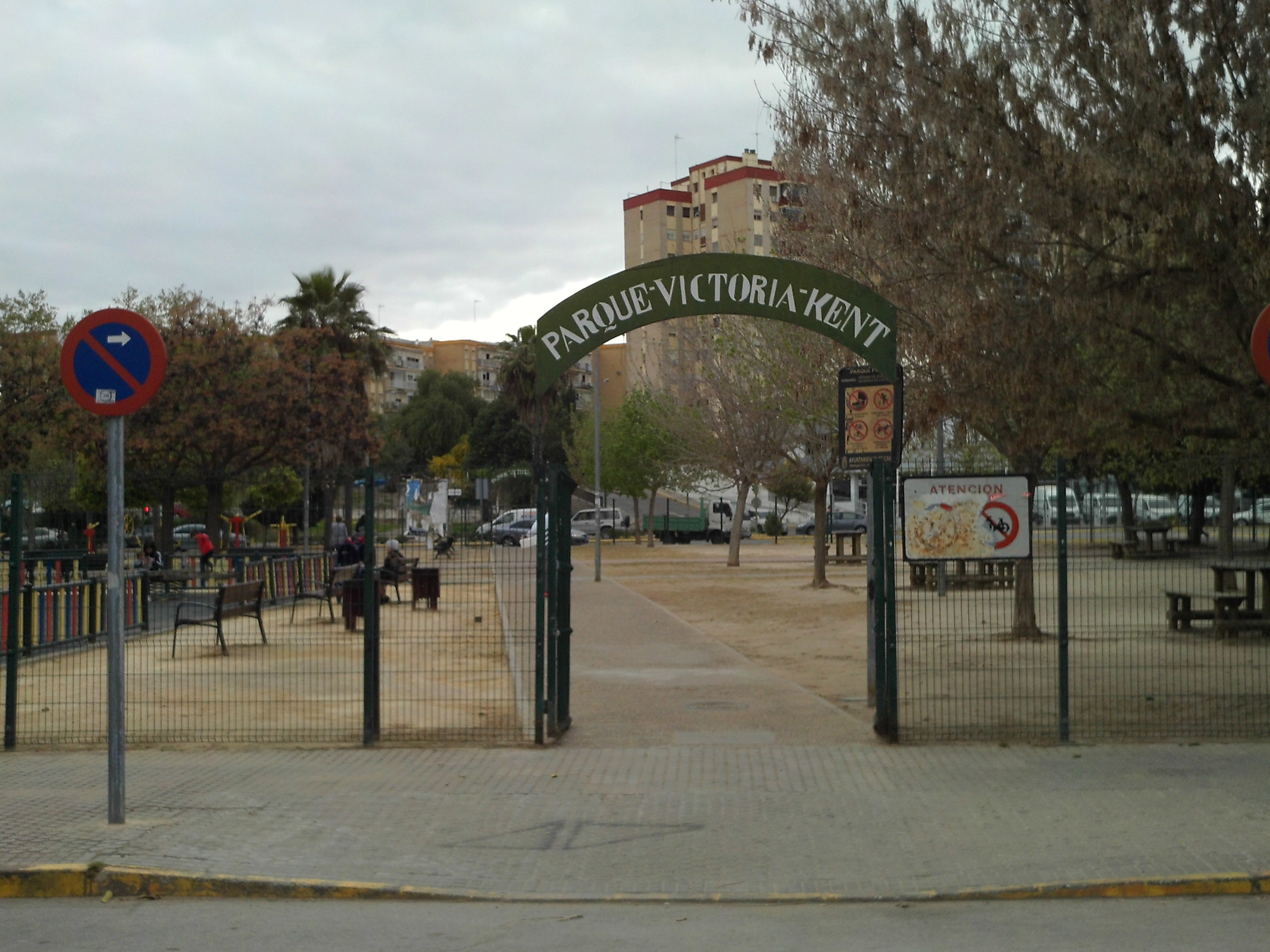
Parque Victoria Kent in Camas bei Sevilla

1948 emigrierte Kent nach Mexiko, wo sie Strafrecht lehrte und die Escuela de Capacitación para el Personal de Prisiones (dtsch. etwa Fortbildungswerk für Gefängnispersonal) gründete. 1950 ging sie nach New York, um bei einer Studie der UNO mitzuarbeiten, in der das Gefängniswesen in Lateinamerika untersucht werden sollte. Sie blieb in den USA und arbeitete von 1952 bis 1957 als Ministerin ohne Portefeuille in der Spanischen Exilregierung. In New York gab sie mit der finanziellen Unterstützung der Millionärin Louise Crane (1913–1997) von 1954 bis 1974 die Exilanten-Zeitschrift Ibérica review heraus. 1977 besuchte sie nach vierzig Jahren erstmals wieder Spanien, sie blieb aber in den USA wohnen. 1986 erhielt sie den spanischen Orden San Raimundo de Peñafort, den sie aber nicht persönlich entgegennehmen konnte.
Victoria Kent ist auf dem Umpawaug Cemetery in Redding (Connecticut) bestattet, an ihrer Seite Louise Crane, die 1997 starb.
In dem wieder demokratisch verfassten Königreich Spanien wurden mehrere Biografien über Kent veröffentlicht. Nach Kent wurden Schulen in Málaga, Fuenlabrada, Marbella und Torrejón de Ardoz benannt, ebenso eine Eisenbahnstation an ihrem Geburtsort Málaga. Das Seminario de Estudios Interdisciplinarios de la Mujer an der Universität Málaga vergibt seit 1991 jährlich den Forschungspreis Premio Victoria Kent.

## Schriften (Auswahl)
- Cuatro años en París (1940–1944). Málaga: Servicio de Publ. e Intercambio Científico de la UMA, 1997 ISBN 84-7496-661-2
- Salvador de Madariaga: Mi respuesta: artículos publicados en la revista "Ibérica" (1954–1974). Herausgeber und Vorwort Victoria Kent. Madrid : Espasa-Calpe, 1982 ISBN 84-239-4942-7